# Веселово (Тверская область)
Веселово — деревня в Весьегонском районе Тверской области. В составе Романовского сельского поселения.

## История
В 1964 году Указом Президиума ВС РСФСР деревня Чучелово переименована в Веселово.

## Население
| 2010 |
| ---- |
| 6    |